# Schapenhorzel
De schapenhorzel (Oestrus ovis) is een parasitaire vlieg die ook in Nederland voorkomt.

## Beschrijving
Het uiterlijk is kenmerkend voor vliegen; een zeer gedrongen lichaam met grote, halve-bol achtige kop. Het is een vrij grote soort die 10 tot 12 millimeter lang wordt. De kleur is bruin, met lichte vlekjes op het achterlijf, de vlieg is bedekt met een grijze beharing. De vleugels zijn vrij groot, de kleur van de ogen is groen-achtig.

## Ontwikkeling
De volwassen horzel heeft in tegenstelling tot sommige andere horzels geen ontwikkelde monddelen en kan niet eten, laat staan bijten (horzels steken niet). Hierdoor lijkt het een onschuldige soort, maar de larven ontwikkelen zich in neusbijholten van levende schapen en geiten.
De larve is made-achtig maar gedrongen en sterk gesegmenteerd. Het ei-stadium wordt 'overgeslagen', en voltrekt zich onzichtbaar in het vrouwtje. Als de larven ter wereld komen zijn ze al direct mobiel en ze worden door de vlieg afgezet op de neusgaten van een schaap, of soms een geit. De larven dringen via de neusopeningen naar binnen en nestelen zich in de slijmvliezen van de neusholte, later kruipen ze naar de voorhoofdsholte. Ze leven niet van weefsel of bloed, maar wekken irritatie op waardoor het schaap grote hoeveelheden slijm aanmaakt, het voedsel van de larven. Als de larven bijna zijn volgroeid kruipen ze weer terug in de neusholte, laten zich simpelweg naar buiten niezen en verpoppen in de grond.

## Besmetting van de mens
Het is een zeldzaamheid, maar ook mensen kunnen geïnfecteerd worden met de larve, zowel in het oog, neus, oor als in de keelholte zijn wel exemplaren aangetroffen. De schapenhorzel komt wereldwijd voor, maar is overwegend in de buurt van schapen of geiten te vinden.